# Ambrose Kiapseni
Ambrose Kiapseni MSC (* 16. Oktober 1945 in Ton, Masahet; † 20. Dezember 2019 in Kopkop, New Ireland Province) war ein papua-neuguineischer Ordensgeistlicher und römisch-katholischer Bischof von Kavieng.

## Leben
Ambrose Kiapseni konnte erst mit 15 Jahren eine Schule besuchen. 1965 trat er in das Kleine Seminar in Ulapia Mission ein. 1970 trat der Ordensgemeinschaft der Herz-Jesu-Missionare in Vunapau in der East New Britain Province bei und erhielt seine theologische Ausbildung 1971 bis 1976 am Großen Seminar in Bomana. Am 7. Januar 1975 erhielt er die Priesterweihe. Er war in der Seelsorge in Lemakot, Manus Province, Lord of the Isles und Vunapau. 1981/82 absolvierte er eine Ausbildung auf den Philippinen und war anschließend bis 1988 Novizenmeister seines Ordens. 1989 wurde er Administrator der Kathedrale von Kavieng.
Papst Johannes Paul II. ernannte ihn am 21. Januar 1991 zum Bischof von Kavieng. Der Erzbischof von Rabaul, Karl Hesse MSC, spendete ihm am 12. Mai desselben Jahres die Bischofsweihe; Mitkonsekratoren waren Desmond Charles Moore MSC, Bischof von Alotau-Sideia, und Michael Marai, Bischof von Goroka.
Am 22. Juni 2018 nahm Papst Franziskus seinen vorzeitigen Rücktritt an.